# Ó

الحرف Ó أو ó: هو حرف لاتيني يستعمل في لغات: الفارويز، المجرية، الأيسلاندية، الكاشبايان، والبولندية والتشيكية والسلوفاكية، والصربية، ويستخدم أيضا في البرتغالية، والإسبانية. والفيتنامية اللغات. كما أنها تستخدم في الإنجليزية لأغراض أخرى.

## استخدامات الحرف بحسب اللغة

### لغة الفارويز
الحرف Ó هو الحرف الثامن عشر في الفارويزية، ويقرأ /œ/ أو /ɔu:/.

### اللغة الآيسلندية
الحرف Ó هو الحرف الخامس والعشرين في الأبجدية الآيسلندية، ويقرأ /oṷ/.

### اللغة المجرية، التشيكية، والسلوفاكية
الحرف Ó هو الحرف الخامس والعشرين في الأبجدية المجرية، والحرف الرابع والعشرين في الأبجدية التشيكية، والحرف الثامن والشعرين في اللغة السلوفاكية، ويقرأ /o:/.

### اللغة البولندية
الحرف Ó هو الحرف 21 في البولندية، ويقرأ /u/.

### الكاشبايان
الحرف Ó هو الحرف 23 في حروف لغة الكاشبيان، ويقرأ /o/، وكما يقرأ أيضا /u/.

### اللغة الصربية
يمثل الحرف Ó في الصربية صوت /uʊ/ في الصربية العليا، ويمثل /ɛ/ أو /ɨ/ في الصربية السفلى.

### اللغة الأسبانية
الحرف Ó يمثل في الأبجدية الأسبانية دلالة على نطق شديد.

## ترميز الحرف في يونيكود
| الحرف | يونيكود | ISO 8859 |
| Ó     | U+00D3  | D3       |
| ó     | U+00F3  | F3       |